# Bramberk
Bramberk est une tour d'observation située dans la commune de Lučany nad Nisou, en République tchèque. Elle se situe sur la colline Krasny (787 mètres d'altitude). Elle mesure 21 mètres de hauteur et compte 87 marches pour atteindre le toit. Elle a été construite en pierre en 1912.